# 德国工人党
德国工人党（德語：Deutsche Arbeiterpartei，简称DAP），是一个短暫存在的德國政党，為纳粹党的前身。

## 起源
德国工人党是由安东·德莱克斯勒在1919年1月5日在慕尼黑一间名叫「Fürstenfelder Hof」的酒店创立的。之后也由他担任领导，发展出“为更和平解放工人委员会”（Freien Arbeiterausschuss für einen guten Frieden）。初期党员都是他在慕尼黑铁路部门的工友。德莱克斯勒創建此黨係受到其導師，泛日耳曼聯盟的一位領導者，也是圖勒協會成員保羅·塔菲爾博士的鼓勵；他的期望是成為一個兼顧群眾與國家主義者的政黨。和中产阶级党派不同，初期此党派仅有四十余人。
1919年3月24日，一名记者，同时也是图勒協会成员的查理·哈勒加入了德国工人党。通过图勒協会的活动，扩大了他们的影响，党派名称也变更为“政治工人圈子”。 

### 希特勒入党

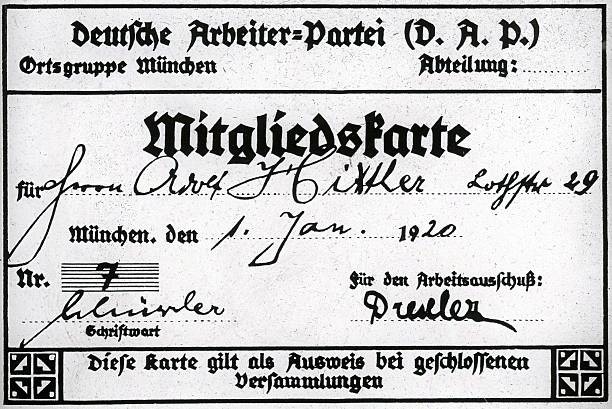
希特勒后来伪造的编号为7的德国工人党党员证

希特勒当时是德国军队中的一名下士，1919年9月12日被派去监视德国工人党在一间名叫「Sterneckerbräu」酒馆的集会。 那时候他和另外一名客人展开了一场激烈的辩论。德国工人党主席安东·德莱克斯勒对此辩论印象深刻，并邀请希特勒入党。希特勒考虑后，离开了军队，并接受邀请在九月份入党。在他入党的时候并没有什么编号和证件。到了1920年第一次给党员编号的时候，按照姓名字母顺序，希特勒拿到编号555的党员证。事实上为了让大家以为党员多，他们是从501开始编号的。
希特勒自己在《我的奋斗》里讲他是第七个入党的，因为这样让他看起来更像个先驱者。
在入党一个月之后的10月16日，希特勒在慕尼黑皇家宫廷啤酒屋（Hofbräukeller）进行了他的第一次党内演讲，之后迅速成为党内最活跃的演说家，和德国工人党的代表。
1919年，德国工人党制定了明确的民族主义、反犹太主义和反马克思主义纲领。与当时其他类似的德国民族主义政党不同，德国工人党将其言论针对工人阶级，希望跨越阶级界限来招募他们。然而，希特勒明确拒绝了马克思主义的无产阶级专政思想，而是试图呼吁工人阶级加入一个“人民共同体”（Volksgemeinschaft），在那里德国民族身份优先于阶级、宗教或其他思想。
1919年至1920年间，希特勒出色的演讲和宣传技巧得到了党内领导层的赞赏，人群蜂拥而至来听他的演讲，听众多到工人党甚至开始收取入场费。在党主席安东·德雷克斯勒的支持下，希特勒于1920年初成为党的宣传负责人。希特勒更喜欢这个角色，因为他视自己为德意志民族事业的鼓手。他认为宣传是将民族主义带给公众的途径。

### 更名为纳粹党
少数党员很快就被希特勒的个人政治理念所吸引。1920年2月24日，他在慕尼黑的宫廷啤酒屋（Hofbräuhaus am Platzl）组织了该党迄今为止规模最大的会议，有2000人参加。希特勒在会议上宣读了“二十五点纲领”。为了使该党更广泛地吸引广大民众，在2月24日德国工人党更名为德国国家社会主义工人党。希特勒的这一带有民粹主义的特殊宣传举措意义重大，以至于卡尔·哈雷尔不同意该宣传转变从而辞去了党的职务。这个新名字借用了当时活跃的另一个奥地利政党（Deutsche Nationalsozialistische Arbeiterpartei，意即德意志国家社会主义工人党）。据说希特勒早些时候建议将该党更名为“社会革命党”，以使该党与社会主义划清界限。正是政治家鲁道夫·荣格（Rudolf Jung）说服希特勒采用了“德国国家社会主义工人党”这个名字。这个名字意在同时借鉴左翼和右翼的理想，“社会主义”和“工人”代表左翼，“民族”和“德国”代表右翼。

## 改名
1920年2月24日，在慕尼黑的宮廷啤酒屋組織了大規模的會議，有2000人參加。一部分党员受到希特勒的政治理想的感召，为了获得更广泛支持，集会决议把党名从“工人党”改成“国家社会主义德国工人党”（Nationalsozialistische Deutsch Arbeiterpartei），缩写就是纳粹党（NSDAP）。 尽管希特勒更早建议更名为“社会革命党”，但魯道夫·瓊说服了他最终使用纳粹党的名称。

## 党纲
- 超国家主义
- 反共产主义
- 反資本主義
- 反犹太主义

## 成员
希特勒是一名早期党员；以下是另外一些早期知名党员：
- 安东·德莱克斯勒
- 迪特利希·埃卡特
- 戈特弗里德·费德尔
- 汉斯·弗兰克
- 查理·哈勒
- 恩斯特·罗姆
- 阿尔弗雷德·罗森堡
- 鲁道夫·赫斯